# Kvernaland
Kvernaland is een plaats in de Noorse gemeente Time (Noorwegen), provincie Rogaland. Kvernaland telt 5689 inwoners (2007) en heeft een oppervlakte van 3,39 km².